# Deutsche Floorball-Kleinfeldmeisterschaft 2016
Die Stena Line Deutsche Floorball Meisterschaft der Herren Kleinfeld 2016 wurde am 25. Juni und 26. Juni 2016 in Erkrath-Hochdahl in Nordrhein-Westfalen ausgespielt. In der Finalrunde spielten acht Mannschaften in zunächst zwei Vorrundengruppen um den Einzug in das Halbfinale. 

Der TSV Hochdahl kam als Titelverteidiger ins Turnier und gewann im Finale vor 435 Zuschauern 5:4 nach Verlängerung gegen die Frankfurter Falcons.

## Teilnehmer
Folgende 8 Mannschaften haben sich aus den vier Regionen qualifiziert:

Nord 1: SC Weende Göttingen und TSV Bordesholm

West 2: TSV Hochdahl (Gastgeber & Titelträger) und Frankfurt Falcons

Ost 3: PSV 90 Dessau und Floorball Turtles Berlin

Süd 4: Lumberjacks Rohrdorf und VBC Olympia 72 Ludwigshafen

## Vorrunde

### Gruppe A
| Platz | Verein               | Sp | S | U | N | +  | -  | Pkt |
| ----- | -------------------- | -- | - | - | - | -- | -- | --- |
| 1.    | TSV Hochdahl         | 3  | 3 | 0 | 0 | 14 | 8  | 9   |
| 2.    | TSV Bordesholm       | 3  | 2 | 0 | 1 | 24 | 21 | 6   |
| 3.    | Lumberjacks Rohrdorf | 3  | 1 | 0 | 2 | 16 | 16 | 3   |
| 4.    | PSV 90 Dessau        | 3  | 0 | 0 | 3 | 18 | 27 | 0   |

| TSV Hochdahl | 4 | – | 3 | Lumberjacks Rohrdorf | 25. Juni 2016 | 09:00 Uhr |

| TSV Bordesholm | 15 | – | 10 | PSV 90 Dessau | 25. Juni 2016 | 11:00 Uhr |

| TSV Hochdahl | 5 | – | 2 | TSV Bordesholm | 25. Juni 2016 | 13:00 Uhr |

| Lumberjacks Rohrdorf | 7 | – | 5 | PSV 90 Dessau | 25. Juni 2016 | 15:00 Uhr |

| Lumberjacks Rohrdorf | 6 | – | 7 | TSV Bordesholm | 25. Juni 2016 | 17:00 Uhr |

| PSV 90 Dessau | 3 | – | 5 | TSV Hochdahl | 25. Juni 2016 | 19:00 Uhr |

### Gruppe B
| Platz | Verein                      | Sp | S | U | N | +  | -  | Pkt |
| ----- | --------------------------- | -- | - | - | - | -- | -- | --- |
| 1.    | Frankfurt Falcons           | 3  | 3 | 0 | 0 | 36 | 15 | 9   |
| 2.    | Floorball Turtles Berlin    | 3  | 2 | 0 | 1 | 24 | 19 | 6   |
| 3.    | SC Weende Göttingen         | 3  | 0 | 1 | 2 | 16 | 28 | 1   |
| 4.    | VBC Olympia 72 Ludwigshafen | 3  | 0 | 1 | 2 | 10 | 24 | 1   |

| Frankfurt Falcons | 13 | – | 4 | VBC Olympia 72 Ludwigshafen | 25. Juni 2016 | 10:00 Uhr |

| SC Weende Göttingen | 6 | – | 12 | Floorball Turtles Berlin | 25. Juni 2016 | 12:00 Uhr |

| Frankfurt Falcons | 12 | – | 6 | SC Weende Göttingen | 25. Juni 2016 | 14:00 Uhr |

| VBC Olympia 72 Ludwigshafen | 2 | – | 7 | Floorball Turtles Berlin | 25. Juni 2016 | 16:00 Uhr |

| VBC Olympia 72 Ludwigshafen | 4 | – | 4 | SC Weende Göttingen | 25. Juni 2016 | 18:00 Uhr |

| Floorball Turtles Berlin | 5 | – | 11 | Frankfurt Falcons | 25. Juni 2016 | 20:00 Uhr |

## Platzierungsspiele

### Spiel um Platz 7
| PSV 90 Dessau | 5 | – | 7 |  | VBC Olympia 72 Ludwigshafen | 26. Juni 2016 | 11:30 Uhr |

### Spiel um Platz 5
| Lumberjacks Rohrdorf | 5 | – | 3 |  | SC Weende Göttingen | 26. Juni 2016 | 12:45 Uhr |

## Finalrunde

### Halbfinale
| TSV Hochdahl | 4 | – | 2 |  | Floorball Turtles Berlin | 26. Juni 2016 | 09:00 Uhr |

| TSV Bordesholm | 7 | – | 10 |  | Frankfurt Falcons | 26. Juni 2016 | 10:15 Uhr |

### Spiel um Platz 3
| Floorball Turtles Berlin | 4 | – | 2 |  | TSV Bordesholm | 26. Juni 2016 | 14:00 Uhr |

### Finale
| TSV Hochdahl | 5 | – | 4 | n. V. | Frankfurt Falcons | 26. Juni 2016 | 15:45 Uhr |

## Endplatzierungen
| Kleinfeldmeisterschaft 2016 | Kleinfeldmeisterschaft 2016 |
| --------------------------- | --------------------------- |
| Platz 1                     | TSV Hochdahl                |
| Platz 2                     | Frankfurt Falcons           |
| Platz 3                     | Floorball Turtles Berlin    |
| Platz 4                     | TSV Bordesholm              |
| Platz 5                     | Lumberjacks Rohrdorf        |
| Platz 6                     | SC Weende Göttingen         |
| Platz 7                     | VBC Olympia 72 Ludwigshafen |
| Platz 8                     | PSV 90 Dessau               |

## Scorerliste
| Platz | Spieler            | Verein              | Spiele | Tore | Vorl. | Scorerpunkte |
| ----- | ------------------ | ------------------- | ------ | ---- | ----- | ------------ |
| 1.    | Michael Wech       | Frankfurt Falcons   | 5      | 12   | 4     | 16           |
| 2.    | Benedikt Stubbe    | TSV Bordesholm      | 5      | 11   | 5     | 16           |
| 3.    | Anton Hautzel      | Frankfurt Falcons   | 5      | 7    | 9     | 16           |
| 4.    | Garrett Hayes Good | SC Weende Göttingen | 4      | 8    | 5     | 13           |
| 5.    | Jani Matilainen    | Frankfurt Falcons   | 5      | 5    | 8     | 13           |